# Zvenihorodkai járás
A Zvenihorodkai járás (ukránul: Звенигородський район [Zvenihorodszkij rajon]) közigazgatási egység Ukrajna Cserkaszi területén. 1923. április 12-én hozták létre. Területe 1010 km², ez  a Cserkaszi terület 4,8%-át foglalja el. Közigazgatási központja Zvenihorodka. A járáshoz 40 település tartozik, melyekben 2005-ben kb. 54 ezer ember élt. A 2020. július 17-én elfogadott ukrajnai közigazgatási reform nyomán a járás fennmaradt, de módosult.

## Települései

### Városok
- Zvenihorodka

### Városi jellegű települések
- Kononove-Ivasziv
- Olekszandrivka
- Sampanyija
- Jurkove

### Falvak
- Bahacsivka
- Barvinok
- Borovikove
- Budiscse
- Vilhovec
- Vogyanki
- Hnilec
- Hudzivka
- Huszakove
- Demkove
- Knyazsa
- Kobiljaki
- Kozacko
- Majdanyivka
- Mizinyivka
- Mihajlivka
- Morinci
- Murzinci
- Nemorozs
- Ozirna
- Pavlivka
- Pedinyivka
- Popivka
- Rizsanyivka
- Rizine
- Sztara Buda
- Sztebne
- Sztecivka
- Taraszivka
- Hlipnyivka
- Csemeriszke
- Csizsivka
- Csicsirkozivka
- Sevcsenkove
- Jurkivka

## Külső hivatkozások
- A Zvenihorodkai járás a Cserkaszi Területi Tanács honlapján (ukránul)[halott link]